# Jódlování

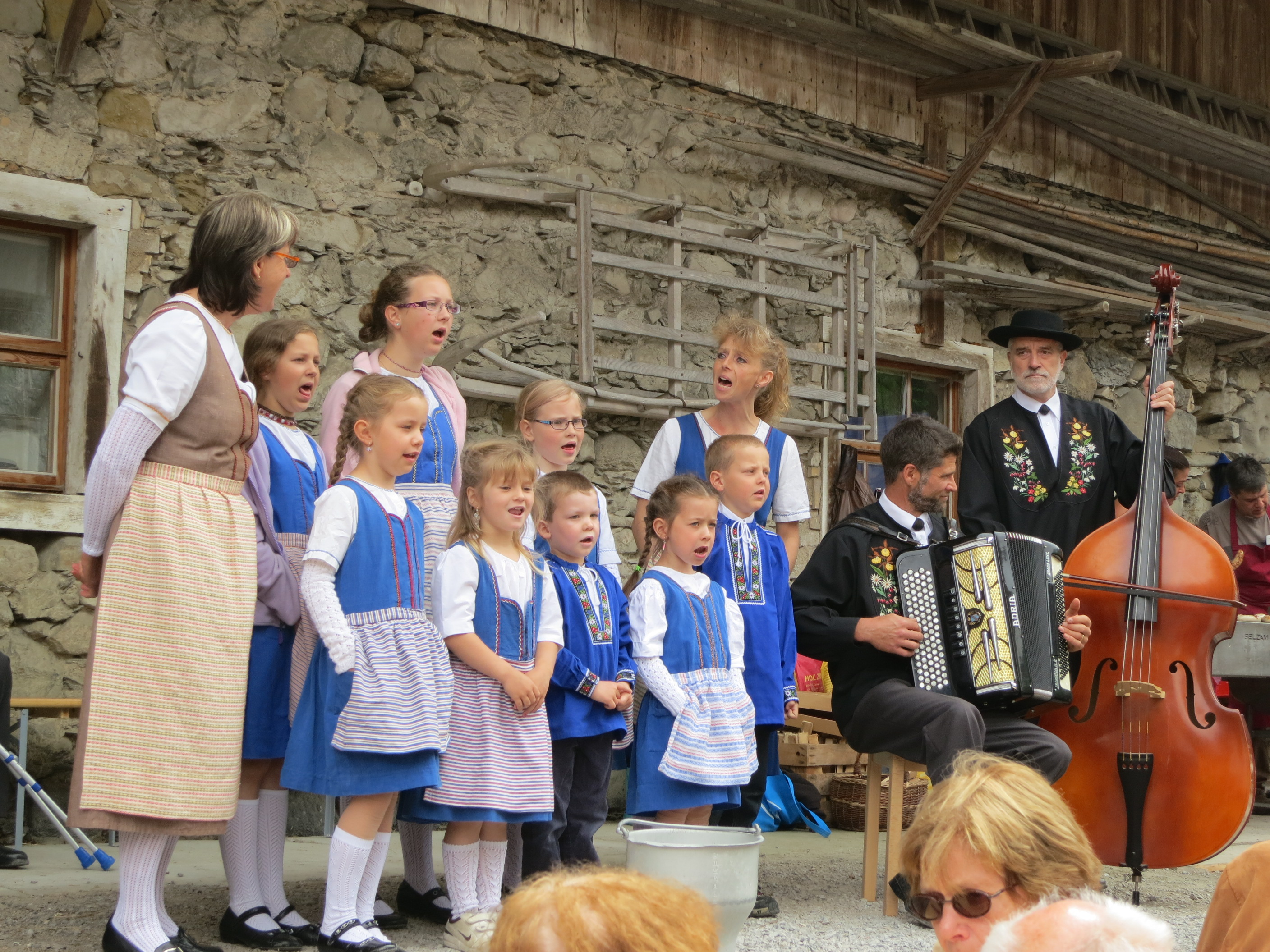
Pěvecký sbor mladých jódlistů Aumüli

Jódlování je forma zpěvu, tradičně rozšířená především v oblasti Tyrolských Alp. Hlas zpívajícího při něm přeskakuje z hrudního do hlavového hlasu, případně i falzetu, a to ve velkých intervalových skocích. Jódlování původně sloužilo v Alpách ke komunikaci horalů a pastevců. Podobný typ zpěvu se vyskytuje také u jiných národů, zaznamenán byl u afrických Pygmejů, u Melanésanů aj. Příbuzným fenoménem v českém folklóru je tzv. jukání, které je rozšířeno zejména na Šumavě. Jódlování sehrálo roli i v americkém country.